# Sweat - Deserto di fuoco
Sweat - Deserto di fuoco (Sueurs) è un film del 2002 diretto da Louis-Pascal Couvelaire, al suo primo lungometraggio.

## Trama
Quattro uomini hanno rubato un carico di 10 tonnellate d'oro da un aeroporto. A bordo di un mezzo pesante, attraversano un deserto ostile per raggiungere dei complici in riva al mare, ma il caldo opprimente e le tensioni tra di loro fanno precipitare la situazione.

## Critica
Variety l'ha stroncato definendolo «un incrocio tra Interceptor, Vite vendute e Rapacità che perde quasi totalmente di coinvolgimento nella sua esecuzione iper-patinata».